# Farnsworth Wright
Farnsworth Wright (* 1888; † 1940) war ein US-amerikanischer Herausgeber.
Von 1924 bis 1940, kurz vor seinem Tod, arbeitete Wright zunächst als Lektor und dann als Herausgeber von Weird Tales, einem späterhin berühmten Pulp-Magazin, das phantastische Geschichten verschiedener Autoren herausbrachte, wie zum Beispiel H. P. Lovecraft, Clark Ashton Smith, Seabury Quinn und andere.
Wright litt an der Parkinson-Krankheit, woran er starb.